# Corpo de água

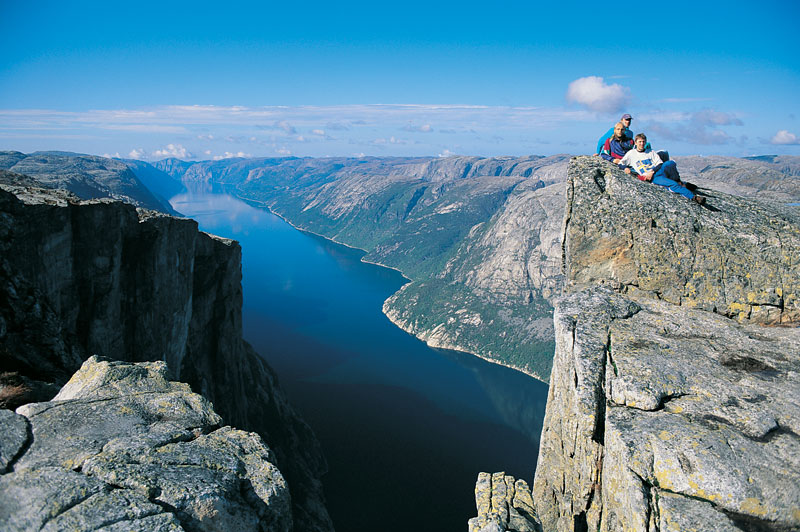
Um fiorde na Noruega

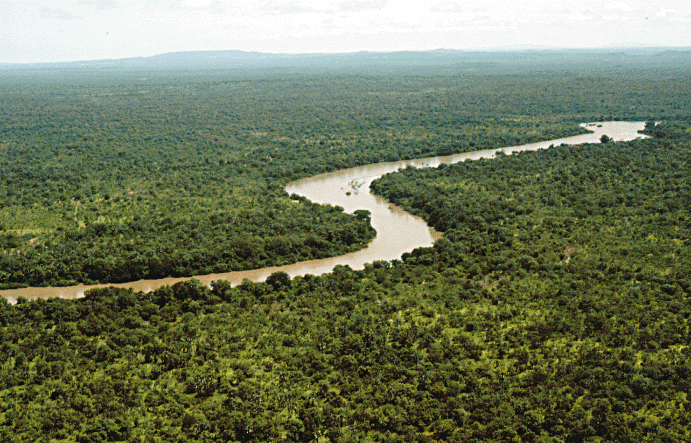
Rio Gâmbia fluindo através do Parque Nacional Niokolokoba

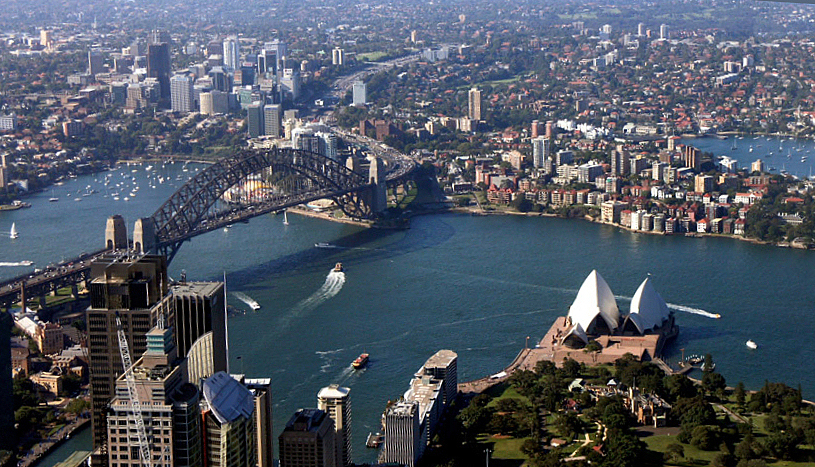
Port Jackson, Sydney, Austrália

Um corpo de água ou corpo-d'água é qualquer acumulação significativa de água, cobrindo usualmente a Terra ou outro planeta. O termo corpo de água refere-se geralmente a grandes acumulações de água, tais como oceanos, mares e lagos, mas ele é usado para lagoas, poças ou zonas úmidas. Rios, córregos, canais  e outras formações geográficas em que a água se move de um local para outro nem sempre são considerados corpos de água: mais adequadamente, são chamados cursos de água. No entanto, os corpos de água em movimento são incluídos nesse artigo, pois  podem ser considerados como um subtipo de corpo de água.
Alguns corpos de água podem ser feitos pelo homem (artificiais), tais como reservatórios ou abras, mas são ocorrentes acidentes geográficos naturais, a maioria. Corpos de água os quais são navegáveis são conhecidos como hidrovias. Alguns corpos de água recolhem e movem água, tais como rios ou córregos (cursos de água), enquanto outros primariamente retêm água, tais como lagos e oceanos.

## Tipos de corpos de água
- Abra
- Angra
- Arroio
- Bacia
- Baía
- Barragem
- Canal
- Corredeira
- Córrego
- Correnteza
- Enseada
- Estreito
- Estuário
- Fiorde
- Fitotelmo
- Fosso
- Glaciar
- Golfo
- Lago subglacial
- Lago
- Lagoa
- Laguna
- Mar
- Marisma
- Nascente
- Oceano
- Regato
- Reservatório
- Rio
- Riacho
- Riachuelo
- Ribeira
- Ribeirão
- Sanga
- Zona úmida